# Liste reali egizie
Con il termine Liste reali egizie si intendono tutte quelle fonti che ci forniscono informazioni sulla sequenza dei sovrani dell'antico Egitto.

## Premessa
La civiltà egizia, come peraltro molte culture antiche, aveva un concetto di cronologia diverso dal nostro principalmente per la mancanza di un punto 0 da cui contare il passare del tempo.

Come in molti altri casi gli anni venivano contati a partire dalla salita al trono del sovrano, sistema con cui erano datati anche i documenti sia ufficiali che privati, e quindi la memoria storica era limitata al ricordo dei sovrani che avevano preceduto quello attuale.

Da queste considerazioni discende, per noi, l'importanza di poter definire la corretta sequenza dei sovrani, e la durata dei loro regni, allo scopo di poter definire una cronologia relativa da mettere poi in relazione con la nostra.

## LeListe

### Manetone
Fino alle scoperte archeologiche degli ultimi due secoli e alla decifrazione della lingua egizia l'unica fonte storica sui sovrani egizi era l'opera di Manetone composta durante la fase tolemaica della storia egizia.

A Manetone dobbiamo la suddivisione in trenta dinastie della storia dell'antico Egitto, tale suddivisione è in parte confermata anche da altre fonti come il Canone Reale.

In realtà l'opera di Manetone, Aegyptiaca, non ci è pervenuta e ne conosciamo solamente alcuni frammenti attraverso le opere di storici posteriori che scrissero delle epitomi utilizzando l'opera manetoniana.

Principali epitomatori di Manetone sono Giuseppe Flavio, Sesto Africano, Eusebio di Cesarea e Giorgio Sincello.

Manetone attinse, per la propria opera a liste e documenti originali che sono andati ora perduti.

La divisione in dinastie è stata fondamentalmente confermata dalle altre fonti in nostro possesso anche se non del tutto (la settima dinastia di Manetone è oggi considerata del tutto spuria ossia inesistente) mentre meno affidabili sono i computi degli anni di regno (sommando tutti gli anni di regno forniti si raggiunge una cifra superiore a 5000 anni, ben al di sopra dei circa 3000 che attualmente si attribuisce allo stesso periodo) in quanto tutti i sovrani sono considerati essere successori uno dell'altro mentre oggi siamo a conoscenza di molte contemporaneità durante i cosiddetti periodi intermedi.

Nella lista manetoniana mancano anche molti sovrani, che noi oggi conosciamo soprattutto grazie ai ritrovamenti archeologici, considerati alla loro epoca degli usurpatori e quindi spesso condannati alla damnatio memoriae dai loro successori con la conseguente cancellazione dei loro nomi dalle liste ufficiali.

Ulteriore problema dell'uso della lista di Manetone è quello dei nomi, che l'estensore dell'opera rese in lingua greca, e che non sempre sono riconducibili a quelli, scritti in lingua egizia, riportati da altre fonti.

### Il Canone Reale
Il "Canone reale" (conservato nel Museo Egizio di Torino) è un papiro risalente, verosimilmente, alla XIX dinastia che riporta, su un verso, un elenco dei re dalle origini al regno di Ramesse II.

Il documento è, attualmente, ridotto in frammenti e quindi fortemente lacunoso ed anche talora ambiguo a causa dei dubbi su dove vadano inseriti certi frammenti.

In alcune parti, meglio conservate, conferma, a grandi linee, l'opera di Manetone e le altre liste conosciute.
Pur nella sua incompletezza e lacunosità, dovute allo stato di conservazione, il Canone Reale è una preziosa fonte proprio per quei periodi di transizione della storia dell'antico Egitto che spesso sono ignorati dagli altri documenti.

### La Pietra di Palermo
La "Pietra di Palermo" (dalla città che ne ospita il principale frammento) era in origine una tavola di una pietra nera che riportava un elenco di re da Aha (I dinastia) a Neferirkhara (V dinastia) con l'indicazione degli anni di regno, misurati in computi del bestiame, di norma biennali, delle imprese principali di ciascun re, del livello del Nilo e dei nomi della madre e della moglie principale del sovrano.

Di tale testo quello che ci è pervenuto è un grosso frammento, la pietra conservata a Palermo, ed altri frammenti minori conservati a Londra ed in altri musei. Per almeno uno dei frammenti è persino dubbia l'appartenenza alla stessa tavola.
Nella Pietra di Palermo i sovrani sono identificati attraverso il loro nome Horo.

### La lista di Abido
La "Lista di Abido" (incisa su una parete del tempio funerario di Seti I), rappresenta il re ed il figlio, il futuro Ramesse II, che offrono offerte ai cartigli di 76 predecessori (alcuni sono andati persi) a partire dalla I dinastia.

Dall'elenco mancano molti sovrani ritenuti usurpatori e non vengono considerati i sovrani dei periodi di transizione.

La tavola di Abido elenca i sovrani riportando il prenomen ed il nomem.

### La lista di Saqqara
La Lista reale Saqqara consiste di un dipinto parietale, rinvenuto nella tomba di un funzionario reale nella necropoli di Saqqara, risalente alla XIX dinastia, che rappresenta Ramesse II che offre libagioni a 57 suoi predecessori, identificati dai cartigli del nome.

A differenza delle fonti precedenti il primo sovrano non è Nemes bensì Aha.

Il dipinto è parzialmente rovinato e non tutti i nomi sono leggibili.

### La lista di Karnak
Nella Sala degli antenati, realizzata da Thutmose III nel Akh-Menu a Karnak sono riportati i nomi di 61 sovrani predecessori appunto di Thutmose.

A differenza delle altre liste in questo caso non venne rispettato un ordine cronologico rendendo il documento meno utile dal punto di vista storico. Nella lista compaiono anche alcuni nomi, riferibili alla XII dinastia che si suppone siano stati semplici principi locali.

### Altre fonti
Alle precedenti vanno aggiunte altre fonti, meno esaustive, e spesso più limitate dal punto di vista cronologico.
- Alcuni sovrani sono citati nelle opere di storici greci come Erodoto, Diodoro Siculo, Senofonte.
- Nell'Antico Testamento vi sono citazioni, molto spesso di difficile collocazione a causa dei nomi riportati in modo impreciso, di sovrani che ebbero relazione con la storia del regno d'Israele.
- Alcuni documenti, come il papiro Abbott o i decreti di Copto, riportano brevi sequenze di sovrani legati a specifici momenti della storia egizia.
- Per quanto riguarda l'ultimo periodo della storia dell'antico Egitto anche gli annali assiri riportano i nomi dei sovrani della valle del Nilo.